# Кастелвекио Калвизио
Кастелвекио Калвизио (итал. Castelvecchio Calvisio) је насеље у Италији у округу Л'Аквила, региону Абруцо.
Према процени из 2011. у насељу је живело 198 становника. Насеље се налази на надморској висини од 1038 м.

## Становништво
| 1931. | 1936. | 1951. | 1961. | 1971. | 1981. | 1991. | 2001. | 2011. |
| ----- | ----- | ----- | ----- | ----- | ----- | ----- | ----- | ----- |
| 992   | 982   | 804   | 604   | 440   | 360   | 246   | 198   | 159   |